# Urban Jungle live in London '90
Urban Jungle live in London '90 är en live-DVD av Rolling Stones som spelades in 1990 i London (Wembley Stadium).
Urban Jungle live in London '90 är den sista konserten på Urban Jungle Tour och den sista konserten med Bill Wyman.

## Låtlista
1. "Start Me Up"
2. "Sad Sad Sad"
3. "Harlem Shuffle"
4. "Tumbling Dice"
5. "Miss You"
6. "Ruby Tuesday"
7. "Angie"
8. "Rock And A Hard Place"
9. "Mixed Emotions"
10. "Honky Tonk Women"
11. "Midnight Rambler"
12. "You Can't Always Get What You Want"
13. "Little Red Rooster"
14. "Before They Make Me Run" (Keith sjunger)
15. "Happy" (Keith sjunger)
16. "Paint It, Black"
17. "2000 Light Years From Home"
18. "Sympathy For The Devil"
19. "Street Fighting Man"
20. "Gimme Shelter"
21. "It's Only Rock 'n' Roll"
22. "Brown Sugar"
23. "Jumpin' Jack Flash"
24. "Satisfaction" (Extranummer)